# Annamari Dancha
Annamari Dancha (en ucraniano: Аннамарі Данча, nacida Annamari Chundak, Onokivtsi, URSS, 26 de marzo de 1990) es una deportista ucraniana que compite en snowboard. Ganó una medalla de plata en el Campeonato Mundial de Snowboard de 2019, en la prueba de eslalon paralelo.

## Medallero internacional
| Campeonato Mundial | Campeonato Mundial         | Campeonato Mundial | Campeonato Mundial |
| Año                | Lugar                      | Medalla            | Prueba             |
| ------------------ | -------------------------- | ------------------ | ------------------ |
| 2019               | Park City (Estados Unidos) | Medalla de plata   | Eslalon paralelo   |